# Bougarber
Bougarber település Franciaországban, Pyrénées-Atlantiques megyében. Lakosainak száma 857 fő (2022. január 1.). Bougarber Beyrie-en-Béarn, Cescau, Denguin, Poey-de-Lescar, Uzein és Viellenave-d’Arthez községekkel határos.

## Népesség
A település népességének változása:
| Lakosok száma | 811  | 878  | 899  | 852  | 834  | 844  | 835  | 833  | 857  |
|               | 2013 | 2015 | 2016 | 2017 | 2018 | 2019 | 2020 | 2021 | 2022 |